# Yo no canto, pero lo intentamos
Yo no canto, pero lo intentamos es el segundo álbum del cantante mexicano Espinoza Paz.

## Canciones
| N.º   | Título               | Duración |  |
| 1.    | «Odio explotar»      | 2:57     |  |
| 2.    | «Volveré muy pronto» | 2:52     |  |
| 3.    | «Lo intentamos»      | 7:15     |  |
| 4.    | «Cómo»               | 2:46     |  |
| 5.    | «La lagartija»       | 3:24     |  |
| 6.    | «Resfriado»          | 3:43     |  |
| 7.    | «En cada mujer»      | 2:53     |  |
| 8.    | «Señorita presumida» | 2:35     |  |
| 9.    | «Ponte en mi lugar»  | 5:21     |  |
| 10.   | «Madrecita santa»    | 2:30     |  |
| 30:16 |                      |          |  |

## Certificaciones
| Lista                                  | Posición |
| -------------------------------------- | -------- |
| U.S.Billboard Regional Mexican         | 1        |
| U.S. Billboard Regional Mexican Albums | 1        |
| U.S. Billboard Top Latin Albums        | 1        |
| U.S. Billboard The Billboard 200       | 116      |

## Posicionamiento en listas
| Canción             | Lista                          | Posición |
| ------------------- | ------------------------------ | -------- |
| «Lo intentamos»     | Heatseekers Songs              | 22       |
| «Lo intentamos»     | Hot Latin Songs                | 1        |
| «Lo intentamos»     | Hot Latin Tracks               | 2        |
| «Lo intentamos»     | Latin Regional Mexican Airplay | 1        |
| «Ponte en mi lugar» | Latin Regional Mexican Airplay | 13       |
| «Ponte en mi lugar» | Hot Latin Songs                | 24       |